# Башкирский спартак
Башкирский спартак — порода голубей. Выведены в 1930-х годах в Уфе.
У них крепкая конституция. Башкирские Спартаки летают сомкнутой стаей, выдерживая "боевой порядок". Такое впечатление, что птицы скреплены между собой, никто не опережает, не отстаёт. Летают небольшими кругами и стая никогда не рассыпается, а спугнутая, она поднимается легко, без напряжения. Оперение очень скромное: сверху голубь весь чёрный (лоб, темя, затылок, шея, спина и хвост, щиток крыла), низ белый (передняя часть шеи, грудь, живот и лохмы на ногах). Подхвостье обязательно чёрное, как и хвост. На голове вместо чуба — гребень. Глаза большие, жёлто-красные, взгляд ястребиный, с каким-то испугом.

## История
Башкирский голубь спартак выведен в 30-40 года XX века любителями Уфы на базе староуфимских черно-белых птиц. Уже в 50 годах селекционная работа по породе "спартак" успешно завершилась. Голуби хорошие летуны, с высотным и длительным полетом небольшими кругами в стае. У них крепкая конституция. Башкирские Спартаки летают сомкнутой стаей, выдерживая "боевой порядок". Такое впечатление, что птицы скреплены между собой, никто не опережает, не отстаёт. Летают небольшими кругами и стая никогда не рассыпается, а спугнутая, она поднимается легко, без напряжения. Голуби жизнеспособны, относительно плодовиты, хорошо высиживают и кормят птенцов. Широкое распространение среди любителей голуби не нашли, пользуются лишь большой популярностью в Башкирии. В 1981 году на общем собрании голубеводов Уфы был принят уточненный стандарт на эту породу голубей.

## Стандарт
Общий вид:
Голубь средней величины (длина птицы 33-35 см), крепкого телосложения, стройный, сильный.
Голова: 
аккуратная, круглая, довольно широкая, лоб невысокий, в переходе к клюву образует небольшое углубление. 
На затылке перьевое украшение - чуб (местное название гребень). Лучшим считается гребень высотой 5 мм и более, длиной во всю ширину цветной части головы.
Глаза: 
средние, выразительные, желто-красные, веки желто-розовые.

Клюв: 
средней длины, прямой, сильный, белый.

Надклювье: 
имеет темно-серый (роговой) оттенок.

Шея: 
сильная, полная, средней длины.

Грудь: 
округлая, широкая.

Спина: 
прямая, покатая в сторону хвоста.

Крылья: 
средней длины, сильные, упругие, плотно прижатые к корпусу, концы их лежат на хвосте.

Хвост: 
узкий состоит из 12 рулевых перьев.

Ноги: 
короткие, слегка оперенные (в сапожках), когти светлые.
Цвет и Рисунок:
Окраска Спартаков двухцветная (птицы похожи на индийских голубей лахор). 
Оперение плотное, ровное, блестящее. Цветное перо черное, красное, сизое, насыщенных тонов, блестит. Верх голубя, начиная от основания клюва до конца хвоста, цветной (лоб, темя, затылок, задняя сторона шеи, спина, кроющие перья крыльев, надхвостье и хвост). Цветное оперение от головы до хвоста любители называют шалью, которая не должна иметь белых заходов и отдельных белых перьев. Весь низ (за исключением хвоста у цветнохвостых) белый. На голове между основанием клюва и глазами есть цветные перья (сережки), спускающиеся со лба на щеки. Сережки должны быть симметричные, одинаковой длины и конфигурации. 
По рисунку окраски крыльев любители различают две линии: 
так называемую белоконцую, у которой 8-10 перьев первого порядка белые или крылья полностью окрашены, и птиц с белым хвостом и подхвостьем.
Недостатки: 
наличие цветных перьев на груди или животе, а также белых перьев в шали (на спине), репице или кроющих перьев крылового щитка, 
неоперенные ноги, 
отсутствие гребня,
разноглазость,
тонкий и длинный клюв,
наличие белых заходов на шее,
неровная граница белых и цветных перьев по бокам шеи.